# Армения 2
Второй Армянский Телеканал (арм. Հայկական երկրորդ հեռուստաալիք), или «h2» (арм. Հ2) и Армения 2 (арм. Հայաստան 2) — основанный в 1999 году частный республиканский телеканал, вещающий на 95% территории Армении, а также в Джавахетии и Лос-Анджелесе.
Получил лицензию на вещание по всей территории Армении 2 февраля 2001 года. Также канал доступен абонентам оператора кабельного телевидения Ucom. Канал вещает 18 часов в сутки. В компании работает 250 человек. Главная информационная программа, «Lraber» (арм. Լրաբեր, Вестник) имеет свою собственную профессиональную команду журналистов на всей территории Армении и Нагорного Карабаха. Канал сотрудничает с немецкой медиакомпанией Deutsche Welle и с российской телекомпанией НТВ. Телекомпания производит более 30 собственных программ и телесериалов. Президент и директор телеканала — Самвел Майрапетян. Офисы и студии канала расположены в районе Ачапняк города Ереван.

## Программы собственного производства

### Информационные, аналитические
- Вестник (арм. Լրաբեր)
- Право на слова (арм. Խոսքի իրավունք)
- Экстренный репортаж

### Познавательные
- Душевная безопасность (арм. Հոգեկան առողջություն)
- МагАвто
- Криминальные истории (арм. Քրեական պատմություններ)
- Социальный час (арм. Սոցիալական ժամ)

### Развлекательные
- Лучшие из лучших (арм. Լավագույններից լավագույնը)
- Реальные истории (арм. Իրական պատմություններ)
- Наше шоу (арм. Մեր շոու)
- Персона
- Патент
- Голодными не ждали (арм. Քաղցած սպասում են)
- Ночь в Ереване
- Аккорд
- Сюрприз
- Анекдот шоу
- Звёздная свадьба
- Доброе утро, Армения
- Не ждали (арм. Չէին սպասում)
- Голодные не ждали (арм. Քաղցած չէին սպասում)
- Любимые песни (арм. Սիրված երգեր)
- Клуб Бар
- Что приготовить сегодня? (арм. Ի՞նչ եփել այսօր)
- Чего хочет женщина? (арм. Ինչն է ուզում կինը)
- Апартаменты N2
- Takcinema

### Спортивные
- Премьер лига (арм. Անգլիական Պրեմիեր Լիգա)

### Детские
- Наш алфавит (арм. Մեր այբբենարանը)
- Мультикник
- Губка Боб Квадратные Штаны
- Даша-путешественница
- Вперёд, Диего, вперёд!

### Сериалы
- Моя любовь
- Разыскивается мужчина
- Провокация
- АйКарли